# Mykola Morozyuk
Mykola Mykolayovych Morozyuk (Leópolis, actual Ucrania, 17 de enero de 1988) es un futbolista ucraniano. Juega de centrocampista y su equipo es el Ypsonas FC de la Segunda División de Chipre.

## Biografía
Mykola Morozyuk empezó su carrera futbolística en las categorías inferiores del Dinamo de Kiev. Tras un breve paso por las categorías inferiores del Dnipro Dnipropetrovsk el Dinamo de Kiev decide recuperarlo, pero esta vez para formar parte de la primera plantilla.
Debuta en la Liga de Campeones de la UEFA el 27 de agosto de 2008 en un partido contra el Spartak de Moscú.

## Selección nacional
Ha sido internacional con la selección de fútbol de Ucrania.

## Clubes
| Club                                 | País    | Año       |
| ------------------------------------ | ------- | --------- |
| F. C. Dinamo de Kiev                 | Ucrania | 2007-2010 |
| F. C. Dnipro Dnipropetrovsk (cedido) | Ucrania | 2007      |
| F. C. Obolon Kiev (cedido)           | Ucrania | 2009      |
| F. C. Kryvbas Kryvyi Rih (cedido)    | Ucrania | 2010      |
| F. K. Metalurg Donetsk               | Ucrania | 2010-2015 |
| F. C. Dinamo de Kiev                 | Ucrania | 2016-2019 |
| Çaykur Rizespor Kulübü               | Turquía | 2019-2021 |
| F. C. Chornomorets Odessa            | Ucrania | 2022      |
| Ypsonas FC                           | Chipre  | 2022-     |

## Palmarés

### Campeonatos nacionales
| Título                  | Club                 | País    | Año  |
| ----------------------- | -------------------- | ------- | ---- |
| Liga Premier de Ucrania | F. C. Dinamo de Kiev | Ucrania | 2007 |
| Supercopa de Ucrania    | F. C. Dinamo de Kiev | Ucrania | 2007 |
| Liga Premier de Ucrania | F. C. Dinamo de Kiev | Ucrania | 2009 |
| Liga Premier de Ucrania | F. C. Dinamo de Kiev | Ucrania | 2016 |
| Supercopa de Ucrania    | F. C. Dinamo de Kiev | Ucrania | 2016 |
| Supercopa de Ucrania    | F. C. Dinamo de Kiev | Ucrania | 2018 |